# Stefano Amato
Stefano Amato (Roma, 8 aprile 1957 – Madrid, 1º febbraio 2005) è stato un attore italiano, attivo negli anni settanta.

## Biografia
Stefano Amato fu notato al liceo dalla moglie del regista Salvatore Samperi che era insegnante. Egli aveva due particolarità che lo rendevano interessante per le commedie sexy-brillanti di allora: i capelli rossi e la corporatura grassoccia. In genere i suoi ruoli erano l'amico del protagonista, ma in due film fece delle parti più complesse seppur sempre comiche, in Dimmi che fai tutto per me con Johnny Dorelli e La prova d'amore.  Alla fine degli anni settanta abbandonò il mondo del cinema. 
Successivamente si trasferì a Madrid dove lavorò per anni in ambito informatico. Morì nel 2005 all'età di 47 anni e venne sepolto nel cimitero Laurentino di Roma.

## Filmografia
- È tornato Sabata... hai chiuso un'altra volta!, regia di Gianfranco Parolini (1971)
- Malizia, regia di Salvatore Samperi (1973)
- Peccato veniale, regia di Salvatore Samperi (1974)
- Pasqualino Cammarata... capitano di fregata, regia di Mario Amendola (1974)
- Professore venga accompagnato dai suoi genitori, regia di Mino Guerrini (1974)
- La svergognata, regia di Giuliano Biagetti (1974)
- La prova d'amore, regia di Tiziano Longo (1974)
- Il lumacone, regia di Paolo Cavara (1974)
- L'insegnante, regia di Nando Cicero (1975)
- Lo stallone, regia di Tiziano Longo (1975)
- Dimmi che fai tutto per me, regia di Pasquale Festa Campanile (1976)
- Peccatori di provincia, regia di Tiziano Longo (1976)
- Il marito in collegio, regia di Maurizio Lucidi (1977)
- Una donna di seconda mano, regia di Pino Tosini (1977)
- La compagna di banco, regia di Mariano Laurenti (1977)
- Pane, burro e marmellata, regia di Giorgio Capitani (1977)
- Voglia di donna, regia di Franco Bottari (1978)
- La liceale nella classe dei ripetenti, regia di Mariano Laurenti (1978)
- Io tigro, tu tigri, egli tigra, regia di Giorgio Capitani e Renato Pozzetto (1978)
- L'insegnante balla... con tutta la classe, regia di Giuliano Carnimeo (1979)
- Dove vai se il vizietto non ce l'hai?, regia di Marino Girolami (1979)